# ماريا لورا ليجويزامون
ماريا لورا ليجويزامون (مواليد 21 يناير 1965) سياسية أرجنتينية من حزب العدالة. شغلت منصب عضو مجلس الشيوخ الوطني عن مقاطعة بوينس آيرس من 2011 إلى 2017 وعن مدينة بوينس آيرس من 2003 إلى 2007. كما عملت في مجلس النواب الأرجنتيني وفي الهيئة التشريعية لمدينة بوينس آيرس.
ولدت في لا بلاتا وتخرجت كمحامية وكاتبة عدل من جامعة لا بلاتا. عملت كمسؤولة في حكومة مقاطعة بوينس آيرس.
في عام 1993 انتُخبت ليجويزامون لعضوية مجلس النواب الأرجنتيني حتى عام 1997. وفي عام 2000 أصبحت مشرعة في مدينة بوينس أيرس وفي عام 2003 أصبحت أصغر عضو في مجلس الشيوخ. تم تعيينها لتحل محل السناتور الاشتراكي المتوفى ألفريدو برافو وسط بعض جدل كبير، حيث يُسمح عادةً لحزب السناتور السابق بترشيح بديل، لكن تحالف برافو الانتخابي قد انهار لاحقًا.
انضمت ليجويزامون في كتلة جبهة النصر التابعة للرئيس نيستور كيرشنر وانتهت فترة ولايتها في عام 2007. كان من المتوقع أن تترشح مرة أخرى لمجلس الشيوخ، ولكنها بدلاً من ذلك تم وضعها في المرتبة العاشرة في قائمة جبهة النصر للنواب في مقاطعة بوينس آيرس. عادت إلى مجلس النواب في ديسمبر 2007.